# Actinoscelis irina
Actinoscelis irina is een vlinder uit de familie Stathmopodidae. De wetenschappelijke naam van de soort is voor het eerst geldig gepubliceerd in 1912 door Meyrick.